# Illa Manoel
L'illa Manoel (maltès: Il-Gżira Manoel), antigament coneguda com l'illa del bisbe (maltès: Il-Gżira tal-Isqof; italià: Isola del Vescovo) o l'Isolotto, és una petita illa que forma part del municipi de Gżira, al port de Marsamxett, Malta. Porta el nom del Gran Mestre portuguès António Manoel de Vilhena, que va construir un fort a l'illa a la dècada de 1720.

## Geografia

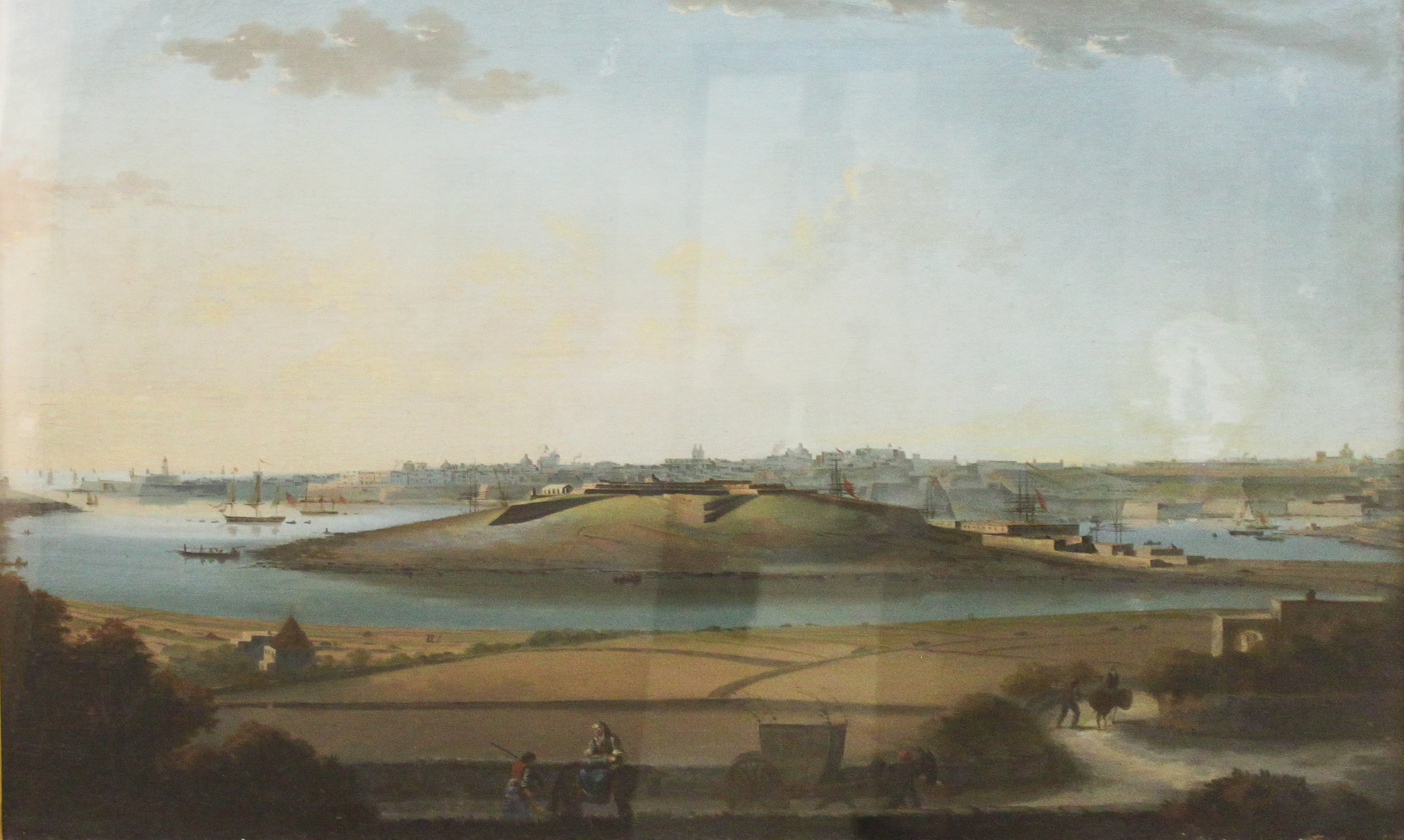
Pintura de l'illa Manoel del segle XIX

L'illa Manoel és un turó baix i més aviat pla, amb forma aproximadament de fulla. Es troba al mig del port de Marsamxett, amb Lazzaretto Creek al sud i Sliema Creek al nord. L'illa està connectada amb la Malta continental per un pont. Tota l'illa es pot contemplar des dels baluards de la capital Valletta.

## Història
El 1570, l'illa va ser adquirida pel capítol de la catedral de Mdina i va passar a ser propietat del bisbe de Malta. Per això es deia l'Isola del Vescovo o il- Gżira tal-Isqof en maltès (l'Illa del Bisbe).

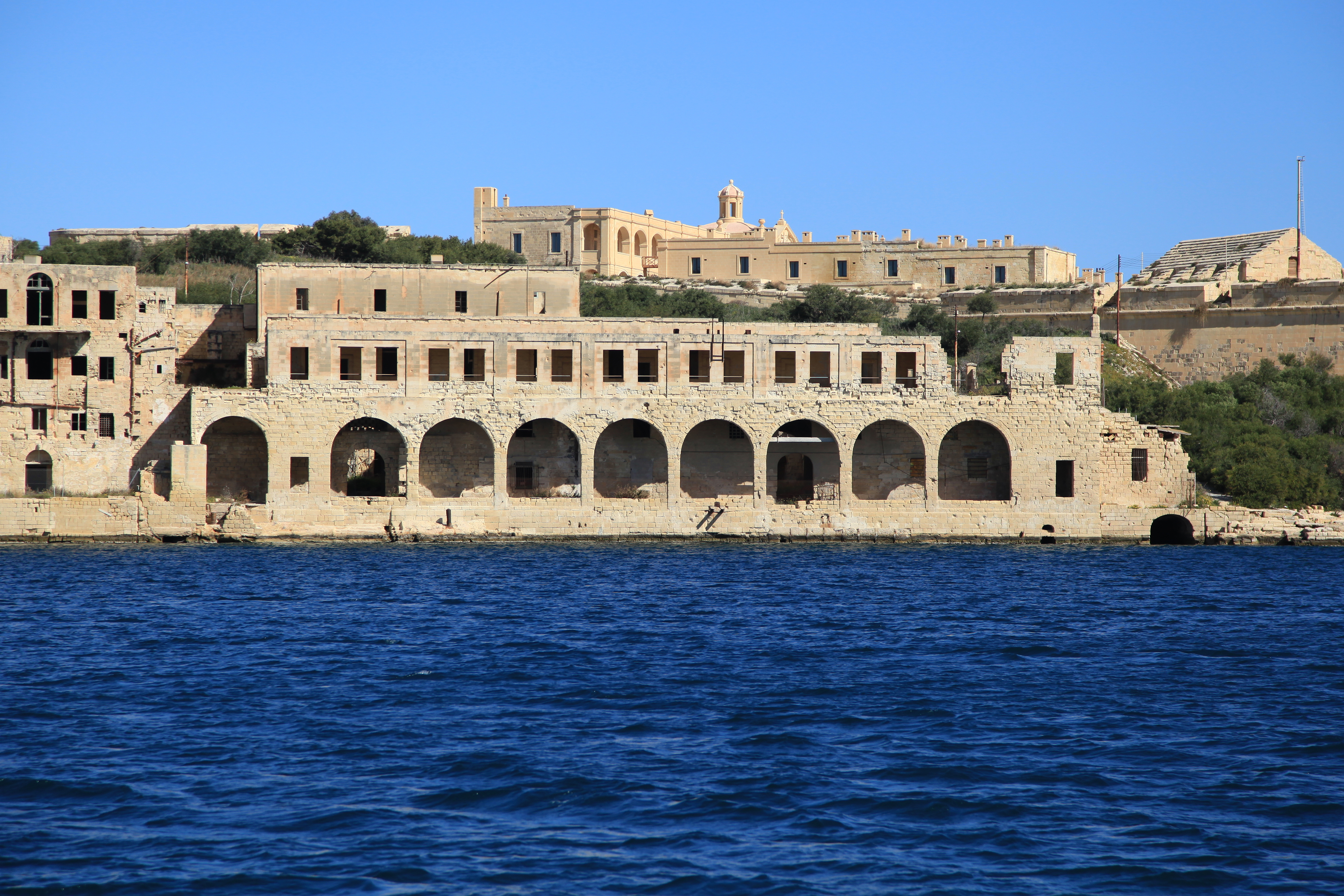
Lazzaretto

El 1592, un hospital de quarantena conegut com el Lazzaretto va ser construït durant un brot de pesta. L'hospital estava fet de barraques de fusta i es va enderrocar un any després després que la malaltia s'hagués desaparegut. El 1643, durant el regnat del Gran Mestre Lascaris, l'orde de Sant Joan va canviar l'illa amb l'església per uns terrenys a Rabat i va construir un Lazzaretto permanent per intentar controlar l'afluència periòdica de pesta i còlera a bord dels vaixells visitants. Inicialment es va utilitzar com a centre de quarantena on es portaven els passatgers dels vaixells en quarantena. L'hospital fou millorat posteriorment durant els regnats dels grans mestres Cotoner, Carafa i de Vilhena.

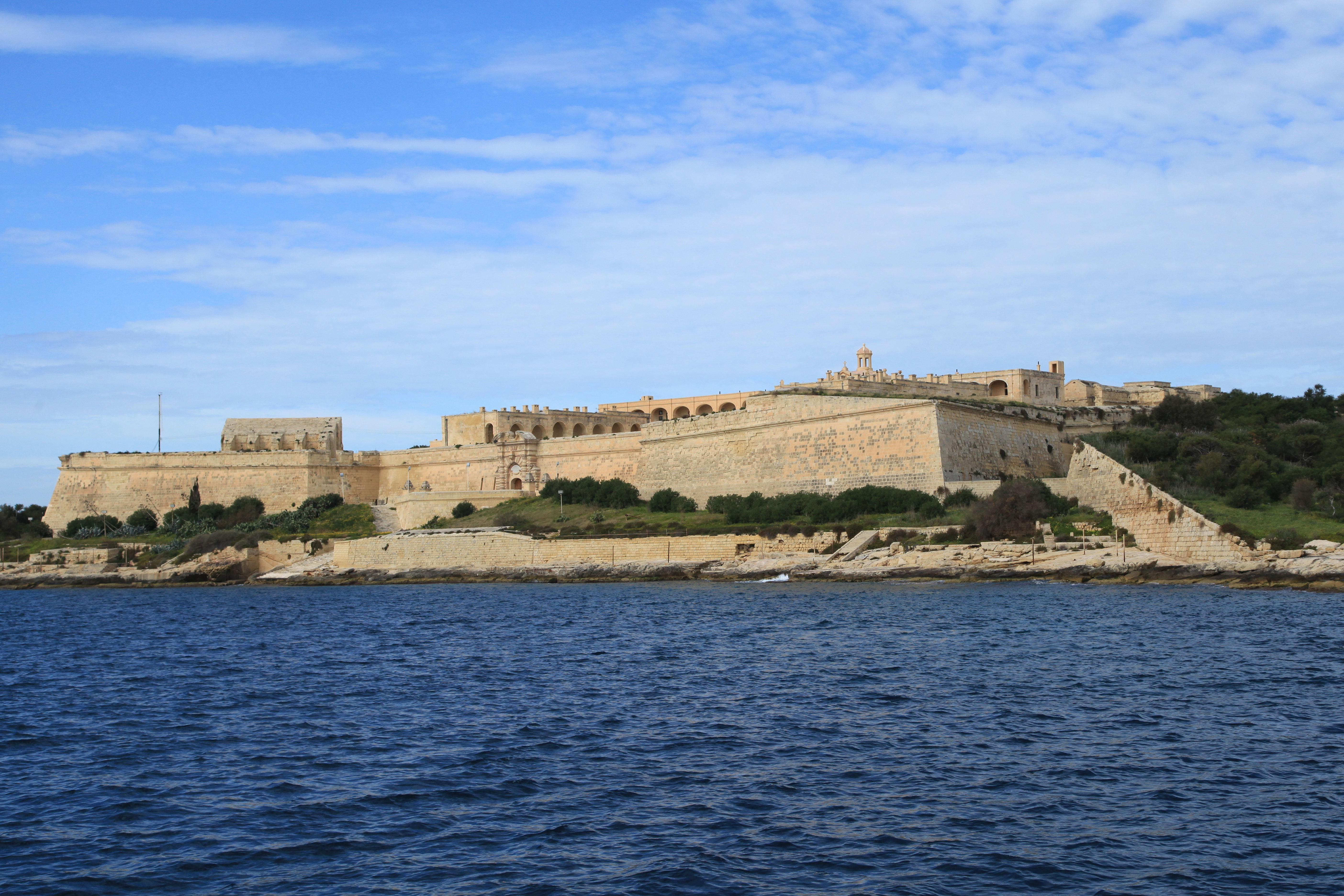
Fort Manoel

Entre 1723 i 1733, el Gran Mestre portuguès António Manoel de Vilhena va construir a l'illa un nou fort estelar. El fort es va anomenar Fort Manoel en honor del Gran Mestre, i l'illa va ser rebatejada amb aquest nom. El fort es considera un exemple típic d'enginyeria militar del segle xviii, els seus plànols originals s'atribueixen a René Jacob de Tigné, i es diu que va ser modificat pel seu amic i col·lega Charles François de Mondion, que està enterrat en una cripta sota el fort Manoel. El fort posseeix una magnífica muralla quadrangular, un pati d'armes i un arc, i havia albergat una capella barroca dedicada a Sant Antoni de Pàdua, sota el comandament directe de l'Orde.
En el període britànic, el Lazzaretto es va continuar utilitzant i es va ampliar durant la governació de Sir Henry Bouverie el 1837 i el 1838. Es va utilitzar breument per allotjar tropes, però el 1871 es va convertir de nou en un hospital. Durant el segle xix, part del correu entrant era fumigat i desinfectat a l'oficina de Profumo de l'hospital per evitar la propagació de malalties.
Durant la Segona Guerra Mundial, quan Malta estava assetjada, l'illa Manoel i el seu fort van ser utilitzats com a base naval per la 10a Flota de submarins de la Royal Navy, moment en què es coneixia com "HMS Talbot" o "HMS Phœnicia". La capella de Sant Antoni va ser destruïda per un impacte directe dels bombarders de la Luftwaffe el març de 1942. La totalitat de l'illa va romandre abandonada durant molts anys i com a conseqüència el fort Manoel i el Lazzaretto van ser vandalitzats.

## Actualment

### Port esportiu i Yacht Yard

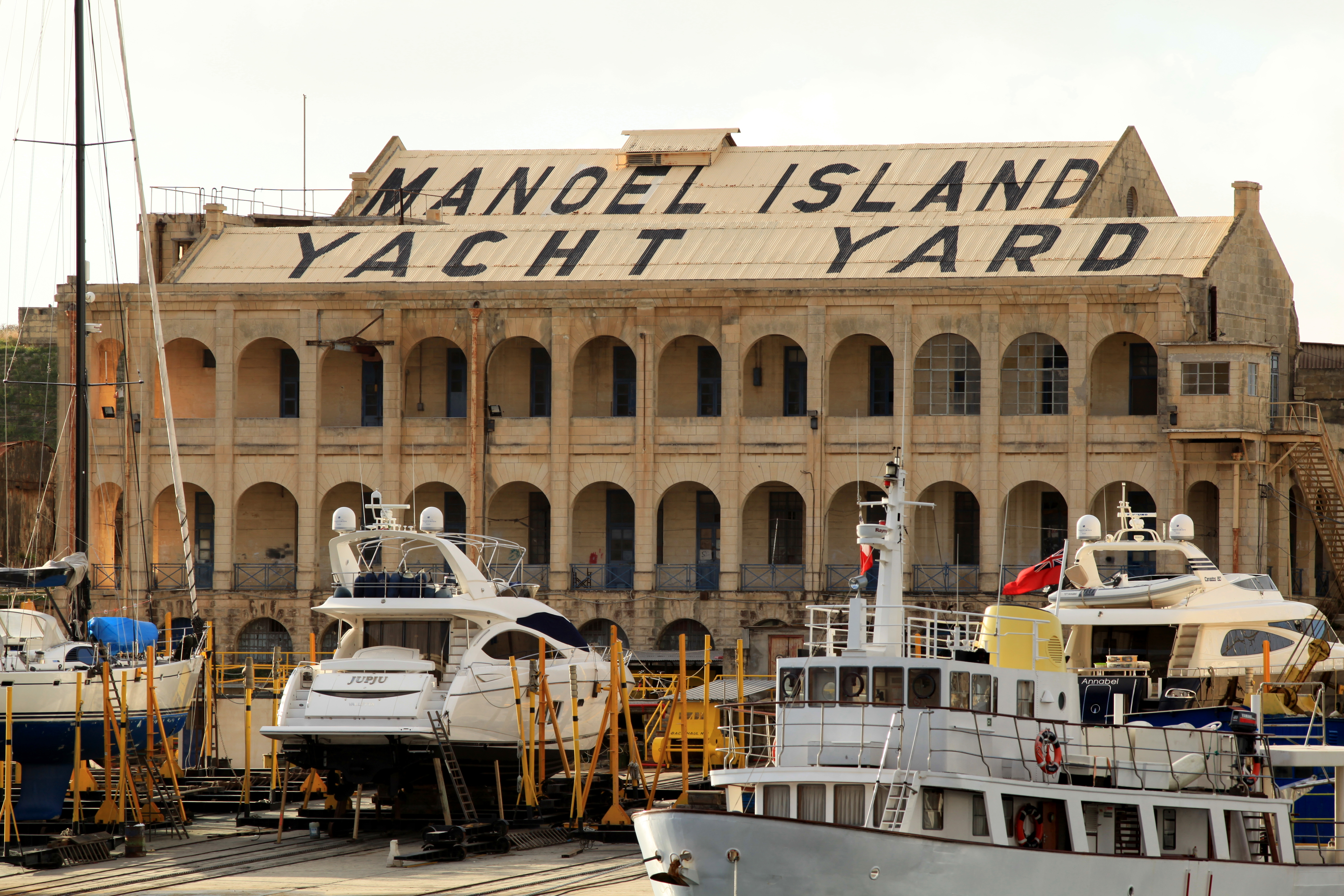
Yacht Yacht de l'illa Manoel

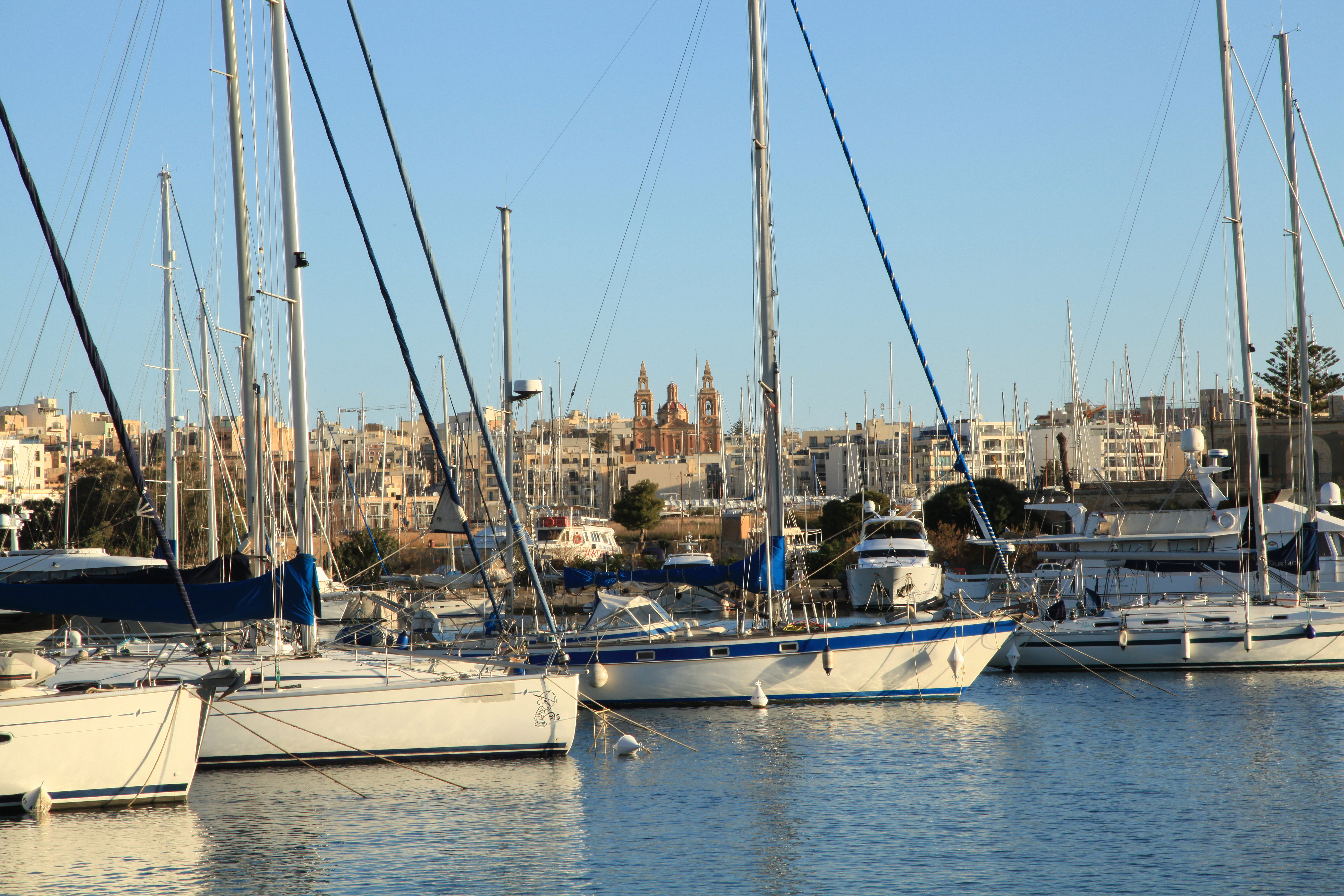
Marina de iots de l'illa Manoel

L'illa Manoel acull actualment un pati de iots i un port esportiu per a iots. El port esportiu de iots està sota una nova gestió des del 2011 i té capacitat per a embarcacions de fins a 80 metres d'eslora. Té un total de 350 amarratges.
El pati de iots pot allotjar iots i catamarans de fins a 50 metres d'eslora i un desplaçament de 500 tones. El pati ofereix emmagatzematge d'embarcacions, reparacions i reacondicionaments complets.

### Poblat dels ànecs

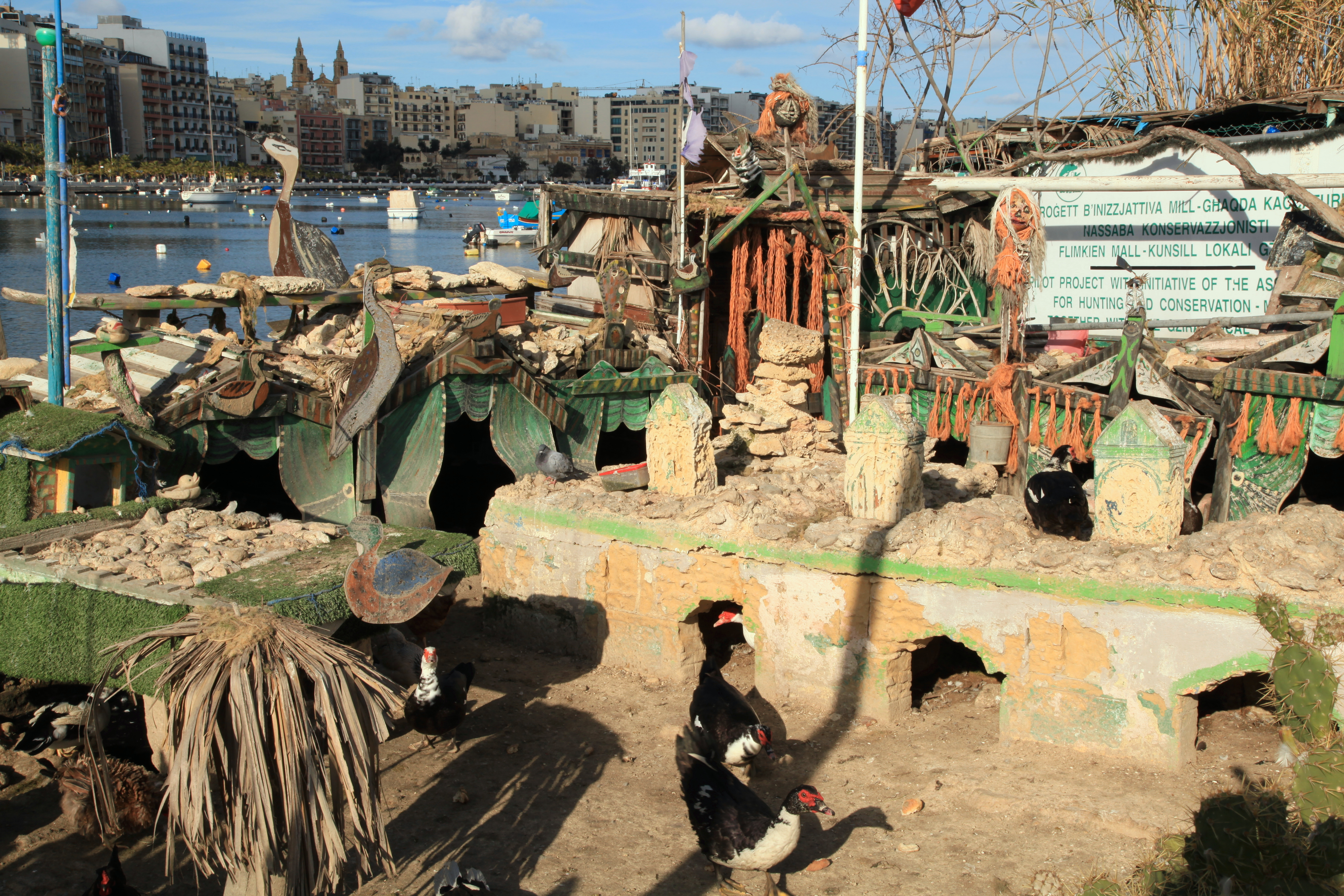
Poble dels ànecs

Durant diversos anys, l'illa Manoel ha allotjat un santuari informal i pintoresc per a ànecs i altres aus aquàtiques a prop del pont que connecta l'illa amb l'illa principal. Va ser creat i mantingut per un voluntari local i finançat íntegrament amb donacions privades. El lloc va ser enderrocat l'any 2021, a causa de diverses queixes de veïns i activistes.